# Mam'zelle Nitouche (film, 1912)
Pour les articles homonymes, voir Mam'zelle Nitouche (homonymie).
Pour plus de détails, voir Fiche technique et Distribution.
Mam’zelle Nitouche (« Santarellina » en italien) est un film muet italien réalisé par Mario Caserini, sorti en 1912.
Le film a été distribué en Europe sous différentes versions : Mam’zelle Nitouche en France, qui dure environ 35 minutes; Lilla Helgonet en Suède, qui dure environ 32 minutes; Mamsell Nitouche en Autriche; Santarelina en Espagne; Ma'mselle Nitouche en Grande-Bretagne.

## Fiche technique
- Titre : Mam’zelle Nitouche
- Réalisation : Mario Caserini
- Société de production : Ambrosio Film
- Pays d'origine :  Royaume d'Italie
- Langue : italien
- Format : Noir et blanc – 1,33:1 – 35 mm – Muet
- Genre : Comédie
- Longueur de pellicule : 885 mètres
- Durée : 35 minutes
- Année : 1912

## Distribution
- Gigetta Morano : Denise/Mam'zelle Nitouche
- Mario Bonnard : Fernando
- Maria Brioschi : Corinna
- Lina Gobbi Cavicchioli : la mère Badessa
- Ercole Vaser : le maître Celestino
- Cesare Zocchi : Chateaugibus
- Maria Caserini
- Alberto Capozzi